# Каражарська сільська адміністрація
Каража́рська сільська адміністрація (каз. Қаражар ауылдық әкімдігі, рос. Каражарская сельская администрация) — адміністративна одиниця у складі Цілиноградського району Акмолинської області Казахстану. Адміністративний центр та єдиний населений пункт — село Каражар.
Населення — 805 осіб (2021; 579 у 2009, 293 у 1999, 239 у 1989).
Станом на 1989 рік село Соцказахстан перебувало у складі Ільїнівської сільської ради, з 1993 року — у складі Караоткельського сільського округу. 2024 року село Каражар утворило окрему адміністративну одиницю.